# Односи Јужног Судана и САД
Односи Јужног Судана и САД званично су успостваљени 9. јула 2011. године када су Сједињене Државе признале независност ове државе. Истог дана представништво САД у главном граду Џуби, уздигнуто је са нивоа конзулата (од 2005. године) на ниво амбасаде. За амбасадора је изабрана Сузан Пејџ, 19. октобра 2011. године. Са друге стране, власти Јужног Судана раде на успостављању мисије њихове државе у САД.